# ولم (بنج هزارة)
ولم (بالفارسية: ولم) هي قرية تقع في إيران في قسم بنج هزارة الريفي. يقدر عدد سكانها بـ 125 نسمة بحسب إحصاء 2016.